# Saint-Denis-de-l'Hôtel
Saint-Denis-de-l'Hôtel is een gemeente in het Franse departement Loiret (regio Centre-Val de Loire). De plaats maakt deel uit van het arrondissement Orléans. Saint-Denis-de-l'Hôtel telde op 1 januari 2022 3.057 inwoners.

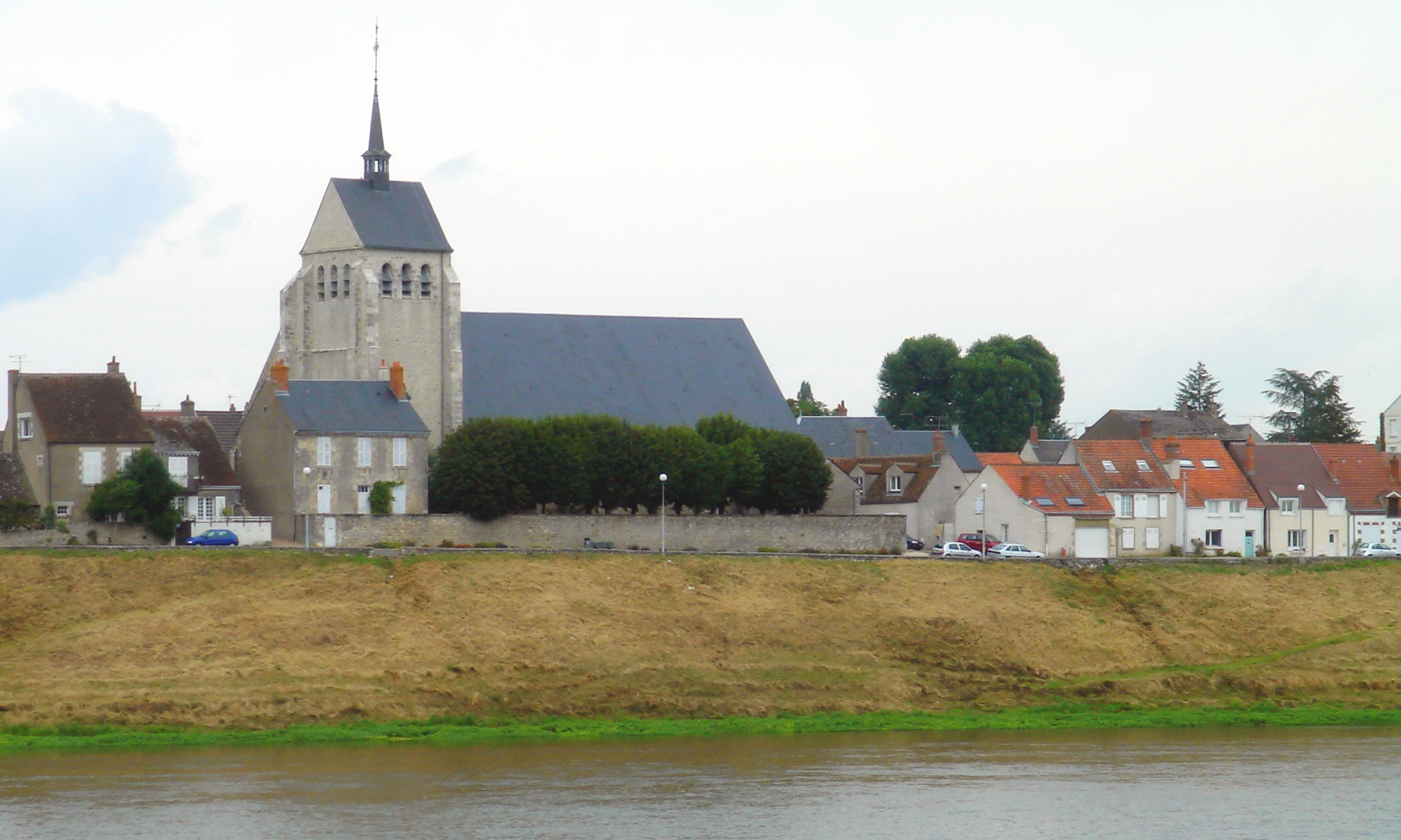
Saint-Denis-de-l'Hôtel
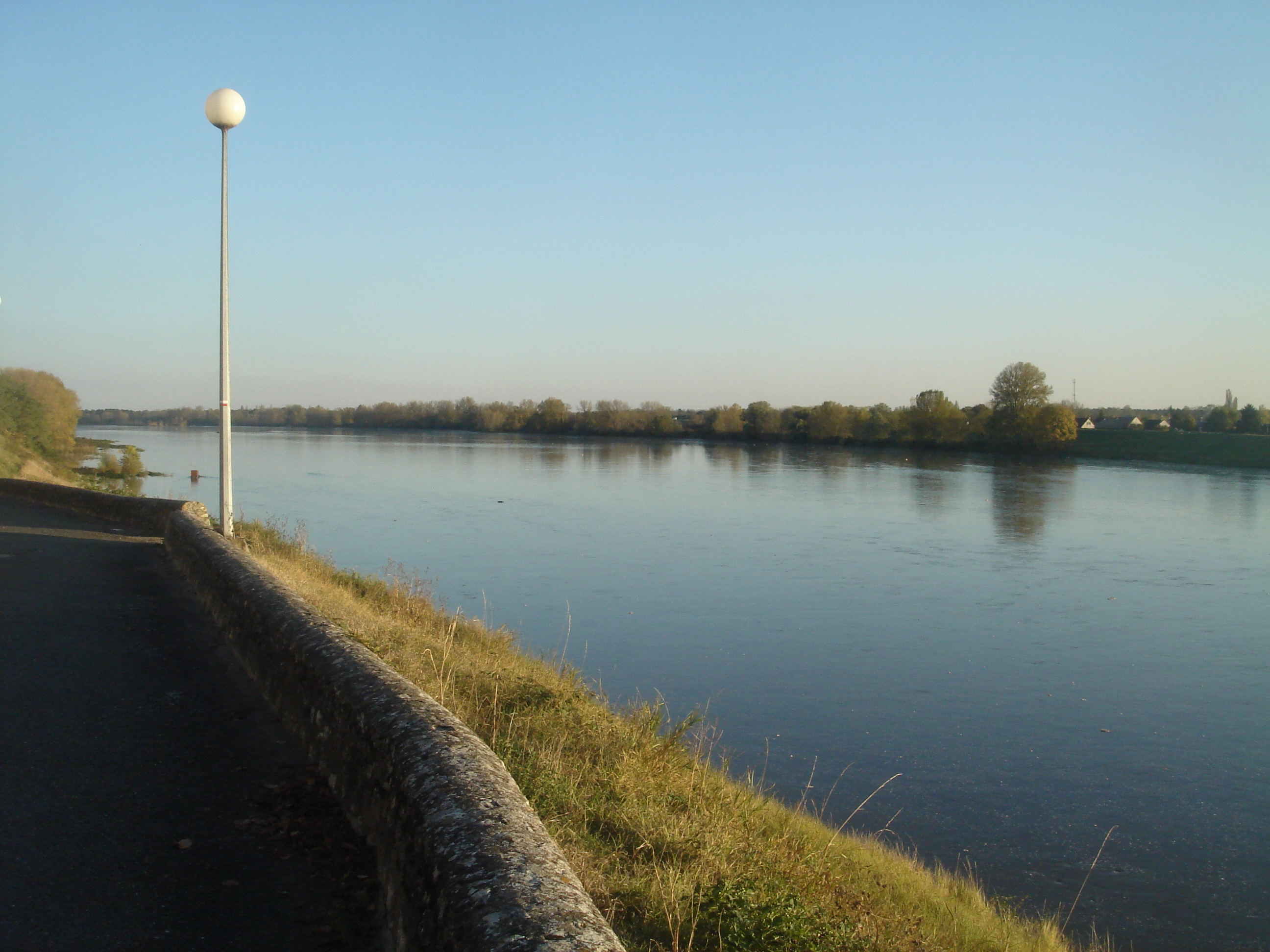
Oever van de Loire bij Saint-Denis-de-l'Hôtel

## Geografie
De oppervlakte van Saint-Denis-de-l'Hôtel bedroeg op 1 januari 2022 25,45 vierkante kilometer; de bevolkingsdichtheid was toen 120,1 inwoners per km².

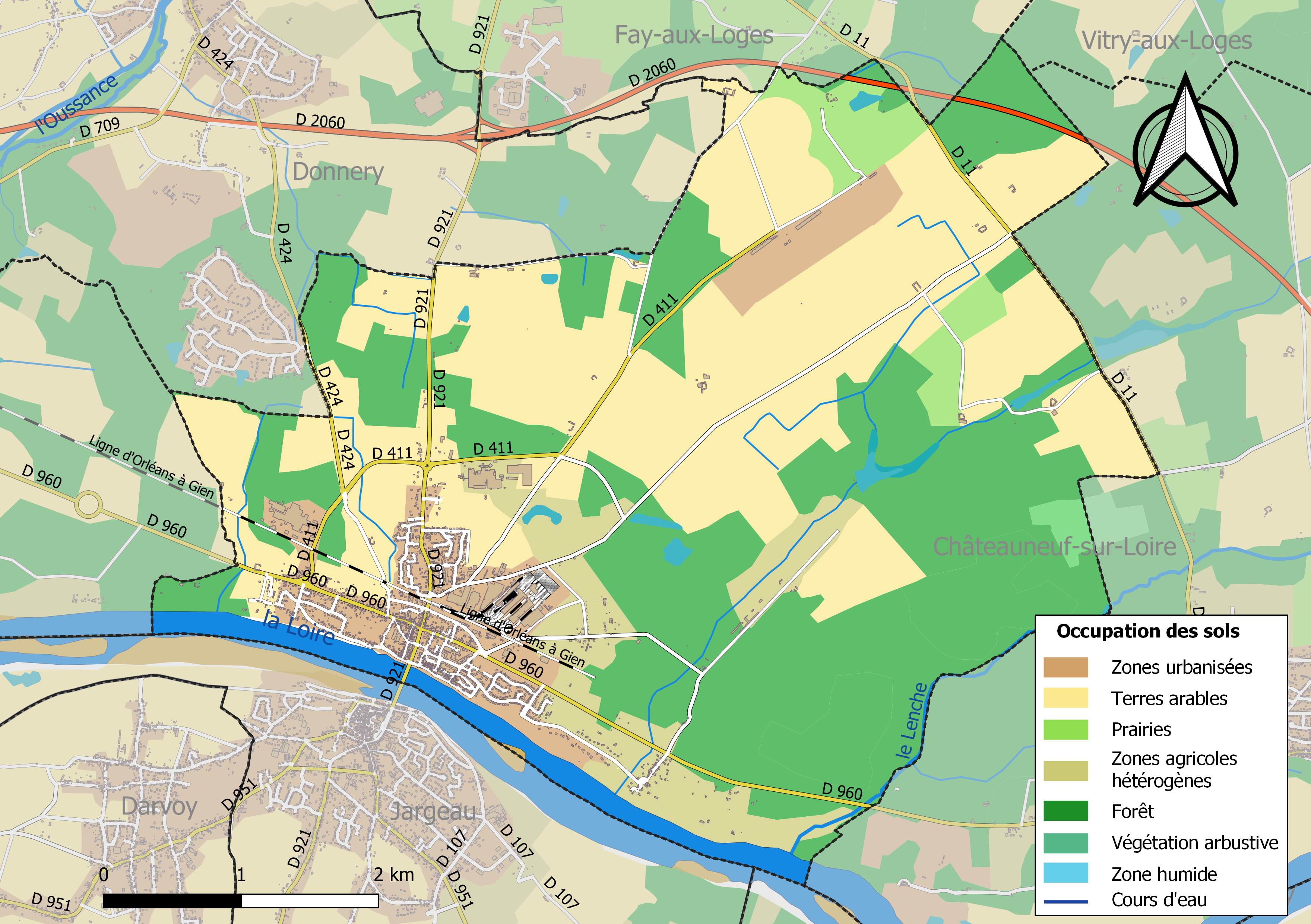
Kaart van de gemeente met de belangrijkste infrastructuur, bodemgebruik en omliggende gemeenten

## Demografie
Onderstaande figuur toont het verloop van het inwonertal (bron: INSEE-tellingen).